# 서뉴브리튼주

서뉴브리튼주의 깃발

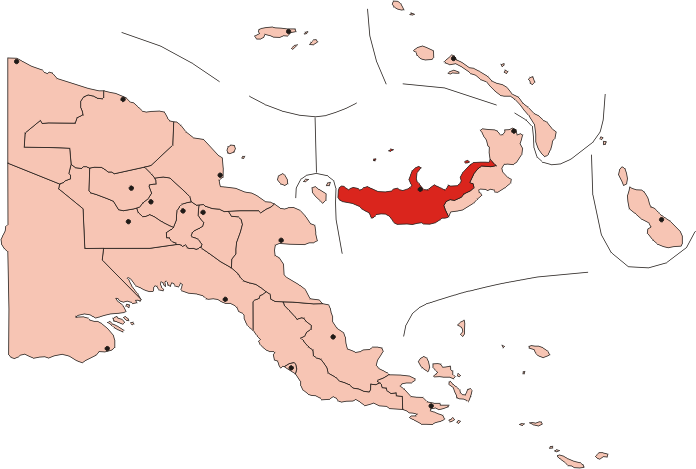
서뉴브리튼주

서뉴브리튼주(West New Britain)는 뉴브리튼섬에 위치한 파푸아뉴기니의 주이다. 주도는 킴베이며 면적은 21,000km2, 인구는 184,508명(2000년 기준)이다. 서뉴브리튼주에는 7개 주요 부족인 나카나이족, 바코비족, 코베족, 우네아족, 말레우족, 카우롱족, 아로웨족이 거주하고 있으며 총 25개 언어를 사용한다.
서뉴브리튼주 사람들은 파푸아뉴기니에서 "콤베"라고 부르는데 이는 코베족(콤베족)의 이름에서 따온 것이다. 코베족은 1960년대 인류학자 앤 차우닝이 내셔널 지오그래픽을 통해 소개되었다. 파푸아뉴기니에서 이들 남성은 음경에 칼자국을 새기는 것으로 유명하다. 이 때문에 파푸아뉴기니에서 포경수술은 "콤베족의 자르기"로 잘못 불리기도 한다.
주요 종교는 가톨릭이며 그 외에 파푸아뉴기니 성공회 신도도 많다.